# Miconia gibba
Miconia gibba är en tvåhjärtbladig växtart som beskrevs av Markgr.. Miconia gibba ingår i släktet Miconia och familjen Melastomataceae. IUCN kategoriserar arten globalt som sårbar.
Artens utbredningsområde är Ecuador. Inga underarter finns listade i Catalogue of Life.